# NGC 6022
NGC 6022 est une lointaine galaxie spirale barrée située dans la constellation du Serpent. Sa vitesse par rapport au fond diffus cosmologique est de 10 712 ± 8 km/s, ce qui correspond à une distance de Hubble de 158,0 ± 11,1 Mpc (∼515 millions d'al). NGC 6022 a été découverte par l'astronome français Édouard Stephan en 1881.
La classe de luminosité de NGC 6022 est II-III et elle présente une large raie HI. Selon la base de données Simbad, NGC 6022 est une galaxie LINER, c'est-à-dire une galaxie dont le noyau présente un spectre d'émission caractérisé par de larges raies d'atomes faiblement ionisés.
À ce jour, trois mesures non basées sur le décalage vers le rouge (redshift) donnent une distance de 111,000 ± 2,000 Mpc (∼362 millions d'al), ce qui est nettement à l'extérieur des valeurs de la distance de Hubble.
NGC 6022 est un membre du superamas d'Hercule.